# Carlos Ulberg
Carlos Sao Murry Ulberg (ur. 17 listopada 1990 w Auckland) – nowozelandzki kick-bokser i zawodnik mieszanych sztuk walki (MMA). Obecnie związany z UFC, w której rywalizuje w wadze półciężkiej.

## Życiorys
Ulberg urodził się w Nowej Zelandii w rodzinie pochodzenia norweskiego, maoryskiego i samoańskiego. Od czwartego roku życia wychowywał się w rodzinie zastępczej w South Auckland i przez całe dzieciństwo uczęszczał do Hillary College. Jako dziecko zaczął grać w lidze rugby. Później zaczął rywalizować na poziomie półprofesjonalnym, kiedy został reprezentantem hrabstwa Manukau. Brał udział w nowozelandzkim reality show Game Of Bros w 2018 roku i dwukrotnie zaproponowano mu zagranie w nowozelandzkiej wersji teleturnieju The Bachelor.
Ulberg pracuje w niepełnym wymiarze godzin jako model.

## Kariera bokserska
W sierpniu 2015 roku stoczył swoją pierwszą i jedyną zawodową walkę bokserską, a jego kolega z klubu Sam Rapira walczył w głównym turnieju. Zmierzył się z Danielem Meehanem. Ulberg wygrał walkę jednogłośną decyzją.

## Kariera MMA

### Wczesna kariera
Pierwszą zawodową walkę w formule MMA stoczył w 2011 roku podczas gali King of the Door: Submission 2, kiedy zmierzył się z Kaotą Puną. Zwycięstwo w swojej pierwszej profesjonalnej walce zapewnił sobie nokautując rywala w drugiej rundzie.

### Dana White's Contender Series
Po wygraniu dwóch kolejnych pojedynków w efektownym stylu, 4 listopada 2020 roku wziął udział w programie Dana White’s Contender Series. Nowozelandczyk wywalczył kontrakt z największą światową organizacją UFC po znokautowaniu Bruno Oliveiry w pierwszej rundzie.

### UFC
Ulberg zadebiutował w amerykańskiej organizacji 6 marca 2021 roku na gali UFC 259, gdzie zmierzył się z Nigeryjczykiem, Kennedym Nzechukwu. Przegrał walkę przez nokaut w drugiej rundzie. Pomimo nieudanego debiutu, jego walka została doceniona przez organizację bonusem finansowym w kategorii walka wieczoru.
12 lutego 2022 na UFC 271 zmierzył się z Fabio Cherantem. Wygrał walkę jednogłośną decyzją.
25 czerwca 2022 roku na UFC on ESPN: Tsarukyan vs. Gamrot stoczył walkę z Tafonem Nchukwi. Wygrał przez TKO w pierwszej rundzie.
12 listopada 2022 roku na UFC 281 zmierzył się z Nicolae Negumereanu. Wygrał walkę przez nokaut w pierwszej rundzie.
Podczas UFC on ABC 4, które odbyło się 13 maja 2023 Ulberg skrzyżował rękawice z Ukraińcem, Ihorem Potierią. Wygrał walkę przez techniczny nokaut w pierwszej rundzie. To zwycięstwo zapewniło mu nagrodę bonusową za występ wieczoru.
Do jego następnej walki doszło 10 września 2023 roku na gali UFC 293 w Sydney. Jego rywalem był Koreańczyk, Da Un Jung. Ulberg odniósł piąte zwycięstwo z rzędu, pokonując rywala przez poddanie w trzeciej rundzie.
Na UFC 297, które odbyło się 20 stycznia 2023 w Toronto miał zawalczyć z Dominickiem Reyesem. Pod koniec grudnia 2023 roku ogłoszono, że pojedynek został odwołany z powodu kontuzji Ulberga. Spotkanie obu zawodniów zostało przełożone na UFC on ESPN 54 w dniu 30 marca 2024. 23 stycznia ogłoszono natomiast, że Reyes wycofał się z walki i został zastąpiony przez Alonzo Menifielda. 20 lutego 2024 roku ogłoszono, że walka Uberga z nowym rywalem Menifieldem została przełożona na UFC Fight Night 241 11 maja 2024. Ulberg już w 12 sekundzie znokautował rywala.
23 listopada 2024 w chińskim Makau, podczas gali UFC Fight Night: Yan vs. Figueiredo, zmierzył się z doświadczonym Szwajcarem, Volkanem Oezdemirem. Zwyciężył przez jednogłośną decyzję sędziów.
22 marca następnego roku na gali UFC Fight Night w Londynie stoczył walkę z byłym mistrzem wagi półciężkiej, Janem Błachowiczem. Ponownie zwyciężył jednogłośną decyzją sędziów.

## Osiągnięcia

### Kick-boxing
- King in the Ring
  - Mistrz turnieju King in the Ring w wadze 100 kg
  - Mistrz turnieju King in the Ring 2019 w wadze 92 kg[34]

## Lista zawodowych walk w MMA
| Wynik     | Bilans | Przeciwnik (bilans przed walką) | Rozstrzygnięcie                | Runda | Czas | Rozgrywki                             | Data       | Miejsce      | Uwagi                                                   |
| --------- | ------ | ------------------------------- | ------------------------------ | ----- | ---- | ------------------------------------- | ---------- | ------------ | ------------------------------------------------------- |
| Wygrana   | 12-1   | Jan Błachowicz (29-10-1)        | Decyzja (jednogłośna)          | 3     | 5:00 | UFC Fight Night: Edwards vs. Brady    | 22.03.2025 | Londyn       | Co-Main Event                                           |
| Wygrana   | 11-1   | Volkan Oezdemir (20-7)          | Decyzja (jednogłośna)          | 3     | 5:00 | UFC Fight Night: Yan vs. Figueiredo   | 23.11.2024 | Makau        |                                                         |
| Wygrana   | 10-1   | Alonzo Menifield (15-3-1)       | KO (ciosy pięściami)           | 1     | 0:12 | UFC Fight Night: Lewis vs. Nascimento | 11.05.2024 | Saint Louis  | Bonus za występ wieczoru.                               |
| Wygrana   | 9-1    | Jung Da-un (15-4-1)             | Poddanie (duszenie zza pleców) | 3     | 4:49 | UFC 293                               | 09.09.2023 | Sydney       |                                                         |
| Wygrana   | 8-1    | Ihor Potieria (20-3)            | TKO (ciosy pięściami)          | 1     | 2:09 | UFC on ABC: Rozenstruik vs. Almeida   | 13.05.2023 | Charlotte    | Bonus za występ wieczoru.                               |
| Wygrana   | 7-1    | Nicolae Negumereanu (13-1)      | KO (ciosy pięściami)           | 1     | 3:44 | UFC 281                               | 12.11.2022 | Nowy Jork    |                                                         |
| Wygrana   | 6-1    | Tafon Nchukwi (6-2)             | TKO (ciosy pięściami)          | 1     | 1:15 | UFC on ESPN: Tsarukyan vs. Gamrot     | 25.06.2022 | Las Vegas    |                                                         |
| Wygrana   | 5-1    | Fabio Cherant (7-3)             | Decyzja (jednogłośna)          | 3     | 5:00 | UFC 271                               | 12.02.2022 | Houston      |                                                         |
| Przegrana | 4-1    | Kennedy Nzechukwu (7-1)         | KO (ciosy pięściami)           | 2     | 3:19 | UFC 259                               | 06.03.2021 | Las Vegas    | Debiut w UFC. Bonus za walkę wieczoru.                  |
| Wygrana   | 4-0    | Bruno Oliveira (8-1)            | KO (ciosy pięściami)           | 1     | 2:02 | Dana White's Contender Series 34      | 04.11.2020 | Las Vegas    | Powrót do wagi półciężkiej. Pojedynek o kontrakt z UFC. |
| Wygrana   | 3-0    | John Martin Fraser (2-0)        | Decyzja (jednogłośna)          | 3     | 5:00 | Eternal MMA 40                        | 08.12.2018 | Perth        | Debiut w wadze ciężkiej.                                |
| Wygrana   | 2-0    | Umed Rakhmatulloyev (2-2)       | TKO (ciosy pięściami i kolana) | 1     | 3:03 | World Kings Glory MMA 3               | 25.08.2016 | Heilongjiang |                                                         |
| Wygrana   | 1-0    | Kaota Puna (5-1)                | TKO (ciosy pięściami)          | 2     | N/A  | King of the Door: Submission 2        | 26.08.2011 | Auckland     | Debiut w wadze półciężkiej.                             |